# LP loca pasión
Loca pasión es una telenovela colombiana realizada por RTI Televisión en 1989, siendo protagonizada por Carlos Vives y Marcela Agudelo. Fue la primera novela que dirigió Aurelio Valcárcel Carrol.

## Sinopsis
Sammy es un músico de rock que se encuentra en un momento donde los accidentes, tropiezos e infortunios son frecuentes. Este pedante y sobrado músico encontrará la esquiva puerta de la popularidad y a su lado el amor de una fan, Valentina.

## Elenco
- Carlos Vives ... Julio Sanmiguel "Sammy"
- Marcela Agudelo ... Valentina
- Juan Carlos Arango ... Juancho
- Alejandra Borrero ... Laura
- Diego Álvarez ... José Antonio
- Maribel Abello ... Vicky
- Rosario Jaramillo ... Groopie
- Ricardo Prado ... Pablo
- Andrés Navia ... Ricky
- Pedro Roda ... Mateo
- Carlos Barbosa
- Chela Arias ... Teresa "Tere"
- Carolina Trujillo
- Rita Escobar
- Gerardo de Francisco
- Ana María Arango
- María Eugenia Parra
- Ivette Zamora
- Ricardo H. Mariño
- Marcella Ramelli Prati